# Comté de Lake (Illinois)
Pour les articles homonymes, voir Comté de Lake.
Le comté de Lake, en anglais : Lake County, est un comté de l'État de l'Illinois aux États-Unis. Le siège du comté se situe à Waukegan. Il fait partie de l'aire métropolitaine de Chicago.

## Démographie
| Groupe            | Comté de Lake | Illinois | États-Unis |
| ----------------- | ------------- | -------- | ---------- |
| Blancs            | 75,1          | 71,5     | 72,4       |
| Autres            | 8,6           | 6,7      | 6,4        |
| Afro-Américains   | 7,0           | 14,6     | 12,6       |
| Asiatiques        | 6,3           | 4,6      | 4,8        |
| Métis             | 2,6           | 2,3      | 2,9        |
| Amérindiens       | 0,5           | 0,3      | 0,9        |
| Total             | 100           | 100      | 100        |
|                   |               |          |            |
| Latino-Américains | 19,9          | 15,8     | 16,7       |

Selon l'American Community Survey, en 2016, 72,01 % de la population âgée de plus de 5 ans déclare parler anglais à la maison, alors que 16,56 % déclare parler l'espagnol, 1,38 % le russe, 1,23 % le polonais, 1,19 % une langue chinoise, 1,03 % le tagalog, 0,70 % le coréen, 0,46 % le télougou, 0,44 % l'hindi, 0,41 % le perse, 0,41 % le gujarati, 0,39 % l'ukrainien, 0,38 % l'ourdou, et 3,82 % une autre langue.